# Madame Bovary
Pour les articles homonymes, voir Madame Bovary (homonymie).
Madame Bovary. Mœurs de province, couramment abrégé en Madame Bovary, est un roman de Gustave Flaubert paru en 1857 chez Michel Lévy frères, après une préparution en 1856 dans la Revue de Paris. Il s'agit d'une œuvre majeure de la littérature française. L'histoire est celle de l'épouse d'un médecin de province, Emma Bovary, qui lie des relations adultères et vit au-dessus de ses moyens, essayant ainsi d'éviter l’ennui, la banalité et la médiocrité de la vie provinciale.
À sa parution, le roman fut attaqué par le procureur de Paris du Second Empire pour immoralité et obscénité. Le procès de Flaubert, commencé en janvier 1857, fit connaître l’histoire en France. Après l'acquittement de l'auteur le 7 février 1857, le roman fut édité en deux volumes le 15 avril 1857 chez Michel Lévy frères. La première édition de 6 750 exemplaires fut un succès instantané : elle fut vendue en deux mois. Il est considéré comme l'un des premiers exemples d'un roman réaliste.

## Écriture

### Genèse du roman
Après l’échec de La Tentation de saint Antoine, Louis Bouilhet conseille à Flaubert de prendre comme sujet un fait divers tel que celui du suicide de Delphine Delamare suivi de celui de son époux. Maxime Du Camp écrit également au romancier pour lui demander s'il fait des progrès sur cette histoire.
Flaubert commence le roman en 1851 et y travaille pendant cinq ans, jusqu’en 1856. À partir d’octobre 1856, le texte est publié dans la Revue de Paris sous la forme de feuilleton jusqu’au 15 décembre suivant. En février 1857, le gérant de la revue, Léon Laurent-Pichat, l’imprimeur et Gustave Flaubert sont jugés pour « outrage à la morale publique et religieuse et aux bonnes mœurs ». Flaubert est blâmé pour « le réalisme vulgaire et souvent choquant de la peinture des caractères », et est défendu par l’avocat Jules Senard ; il sera acquitté, malgré le réquisitoire du procureur Ernest Pinard. Le roman connaîtra un important succès en librairie.
Honoré de Balzac avait déjà abordé le même sujet dans La Femme de trente ans, en 1831, sous forme de nouvelle-roman qui parut en 1842 dans l’édition Furne de La Comédie humaine, sans toutefois faire scandale. C'est en sa mémoire que Flaubert a sous-titré l'œuvre Mœurs de province, faisant référence à la nomenclature de La Comédie humaine.
Au début, Flaubert ne voulait pas qu'on illustrât son roman avec un portrait de femme, pour laisser libre cours à l'imagination du lecteur.
La première phrase du roman (l'incipit) a été rédigée juste avant la publication : 

« Nous étions à l’étude, quand le Proviseur entra, suivi d’un nouveau habillé en bourgeois et d’un garçon de classe qui portait un grand pupitre. »

### Chronologie de la rédaction
En 1851, il fait la première mention de son écriture le 23 juillet. Pendant les mois d’août et de septembre, Flaubert écrit les plans et les scénarios généraux. Il commence la rédaction proprement dite le 19 septembre.
En février 1852, Flaubert est au milieu de sa première partie (chap. 4). Début mars, il lit des livres d’enfant pour le chapitre 6. Fin avril, il commence la scène du bal (chap. 8). La première partie est terminée à la fin du mois de juillet : « Je suis en train de recopier, de corriger et raturer toute ma première partie de Bovary. Les yeux m’en piquent. Je voudrais d’un seul coup d’œil lire ces cent cinquante-huit pages et les saisir avec tous leurs détails dans une seule pensée. » (22 juillet) . En septembre, un an après le début de la rédaction, Flaubert aborde la deuxième partie. La scène de l’auberge (chap. 2) lui prend jusqu’à la fin du mois d’octobre. En décembre, il en est à la visite chez la nourrice (chap. 3).
En janvier 1853, Flaubert indique qu’il se trouve à la page 204 de son manuscrit, ce qui correspond à la fin du chapitre 4. En avril, il rédige la visite d’Emma au curé Bournisien (chap. 6). « C’est trop long pour un homme que 500 pages à écrire comme ça ; et quand on en est à la 240e et que l’action commence à peine ! » (26 avril). En juillet, Rodolphe entre en scène (chap. 7). Le long chapitre des Comices (chap. 8) s’étend sur trois mois, du début du mois de septembre jusqu’à la fin de novembre. En décembre, Flaubert arrive à ce qu’il appelle la scène de la « baisade » (chap. 9).
En avril 1854, Flaubert étudie « la théorie des pieds bots » pour le chapitre 11.
En mars 1855, Flaubert rédige le premier chapitre de la troisième partie. En mai, il en est à la description de Rouen (chap. 5). Les embarras financiers d’Emma l’occupent pendant le mois d’août (chap. 6). En octobre, il se renseigne sur les empoisonnements par l’arsenic, pour le chapitre 8.
Flaubert achève Madame Bovary en mars 1856. En cinq ans, Flaubert aura noirci quatre mille pages (sur des grands feuillets de 21,7 cm par 35 cm) de brouillons et de manuscrits d'ensemble.

### Différentes éditions
En 1856, la publication se fait dans la Revue de Paris du 1er octobre au 15 décembre 1856, à raison d’une livraison tous les quinze jours, pour un total de 6 livraisons. Au fur et à mesure des livraisons, le gouvernement du Second Empire envoie deux avertissements à l'éditeur pour faire retirer ou modifier les textes : ainsi, la scène du fiacre dans la 5e livraison a été censurée, et plusieurs scènes de la 6e livraison ont été modifiées ou censurées. La revue accepte et oblige Flaubert à faire des coupes.
Le 16 décembre 1856, Flaubert exige la publication d'une note relative aux mutilations que subit son roman, mais cela a pour effet d’accroître la vigilance des services impériaux. Le procureur impérial Félix Cordoën estime que Madame Bovary doit être poursuivi, et le procès aura lieu un mois plus tard, le 29 janvier 1857.
En avril 1857, alors que Flaubert a gagné son procès, il fait publier Madame Bovary chez Michel Lévy, édition originale en deux volumes, avec des modifications, en général étrangères à ce qui est attendu après le jugement. Les scènes supprimées dans la Revue de Paris sont réintroduites et le livre n'est pas poursuivi, malgré toutes les nouvelles modifications.
L'édition de 1857 connaît de nombreux tirages, mais, en 1858, une nouvelle édition corrigée est publiée. Deux autres éditions vont paraître chez Michel Lévy en 1862 et 1869.
À la suite d'une brouille avec l'éditeur Michel Lévy, Flaubert fait paraître en 1873, chez Charpentier, une édition qu'il nomme « édition définitive », et il y fait inclure le réquisitoire de l’avocat impérial, la plaidoirie de son avocat, ainsi que le texte du jugement. Il faut savoir que, pendant le Second Empire, l'article 17 du décret du 17 février 1852 interdisait la publication des procès de presse (disposition qui a été abrogée sous la Troisième République). Dans cette édition, Flaubert se trompe sur la date du procès, qui a eu lieu en fait le 29 janvier et non le 31, erreur qui sera souvent reprise.
Une dernière édition paraît chez Alphonse Lemerre en 1874. Sachant que Flaubert meurt en 1880, cette édition n'est pas pour autant considérée comme fiable pour servir de texte de référence, ainsi qu’il est d’usage avec le dernier texte publié du vivant de l’auteur. C’est pourquoi le texte de Madame Bovary est établi le plus souvent d’après l’édition Charpentier.

## Résumé

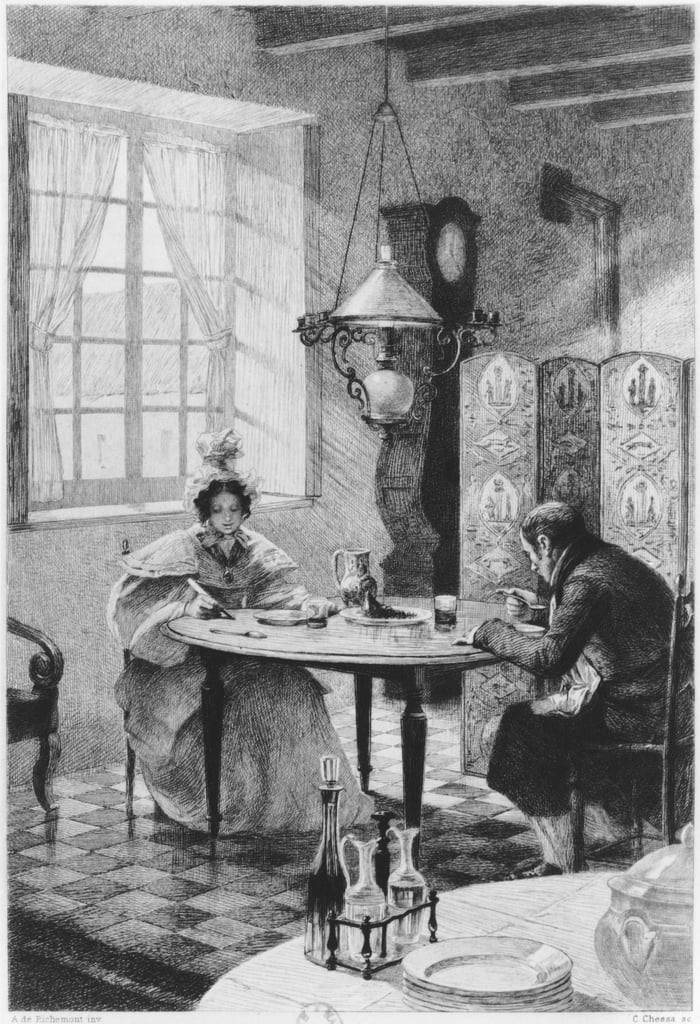
Emma et Charles Bovary à l'heure du repas. Illustration d'Alfred de Richemont pour une réédition du roman en 1905.

Emma Rouault, fille d'un riche fermier, a été élevée dans un couvent. Elle rêve d'une vie romantique et brillante comme les princesses des romans à l'eau de rose dans lesquels elle se réfugie pour rompre la monotonie de son existence. Elle devient l'épouse de Charles Bovary, qui, malgré de laborieuses études de médecine, n'est qu'un simple officier de santé qui ne lui offre qu'une vie routinière, bien vite monotone et frustrante pour Emma. Charles a été le médecin du père Rouault et est vite tombé amoureux de sa fille aux manières raffinées.

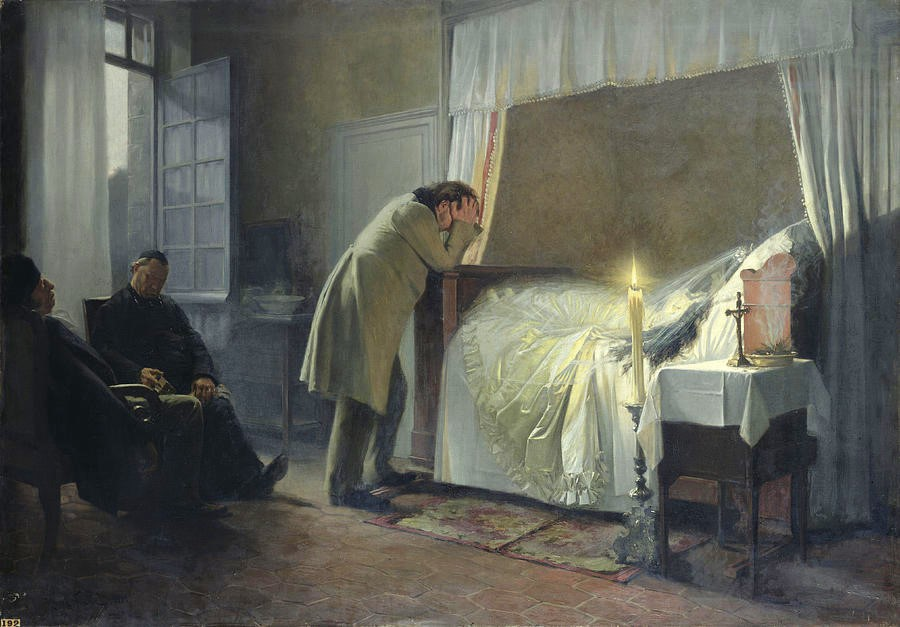
La mort d'Emma Bovary. Toile d'Albert Fourié, musée des Beaux-Arts de Rouen, 1883.

L'invitation au bal du marquis d'Andervilliers lui fait entrevoir un monde auquel elle souhaiterait, en vain, appartenir. La fête finie, à laquelle les époux ont été invités par courtoisie, la vie sans joie d'Emma reprend ; elle sombre dans un état dépressif. Alors que son mari commence à se faire une clientèle mais convenant qu'elle a besoin de changement, il décide de quitter le bourg de Tostes et de s'installer dans celui plus animé d'Yonville. Emma fait ainsi la connaissance des personnalités locales : le pharmacien progressiste et voltairien Monsieur Homais, présenté comme le type du notable de province, péremptoire et content de lui, qui donne discrètement et illégalement des consultations médicales dans son arrière-boutique ; le brave curé Bournisien ; Léon Dupuis, charmant clerc du notaire Guillaumin ; le libertin hobereau Rodolphe Boulanger, propriétaire du château de la Huchette.
Emma est déçue par la naissance de la petite Berthe, puisqu’elle aurait préféré mettre au monde un garçon voué à un grand destin. Elle s'enlise dans l'ennui et perd tout espoir d'une vie meilleure. Elle n'éprouve plus aucun amour pour Charles, qui pourtant ne lui veut que du bien. Elle ne parvient pas non plus à aimer sa fille, qu'elle trouve laide et qu'elle confie à Mme Rolet, nourrice vénale qui vit dans une pauvreté sordide. Elle laisse libre cours à ses dépenses compulsives chez son marchand d'étoffes et autres colifichets, M. Lheureux. Elle repousse les avances de Rodolphe et de Léon, puis elle finit par céder, se révélant une amante passionnée prête à quitter mari et enfant. Mais ses amants se lassent vite du sentimentalisme exacerbé et effrayant de la jeune femme qui rêve de voyages, de luxe et de vie aventureuse.
Emma a accumulé une dette envers M. Lheureux, qui exige d'être remboursé. Les amants d'Emma ont refusé de lui prêter la somme due, les biens des Bovary vont être saisis. Acculée, Emma se suicide. Charles meurt de chagrin. À la mort de ses parents, Berthe est confiée à une tante, pauvre, qui l'envoie travailler dans une filature de coton pour subsister financièrement. Le roman s’achève sur M. Homais qui vient de recevoir la croix d'honneur.

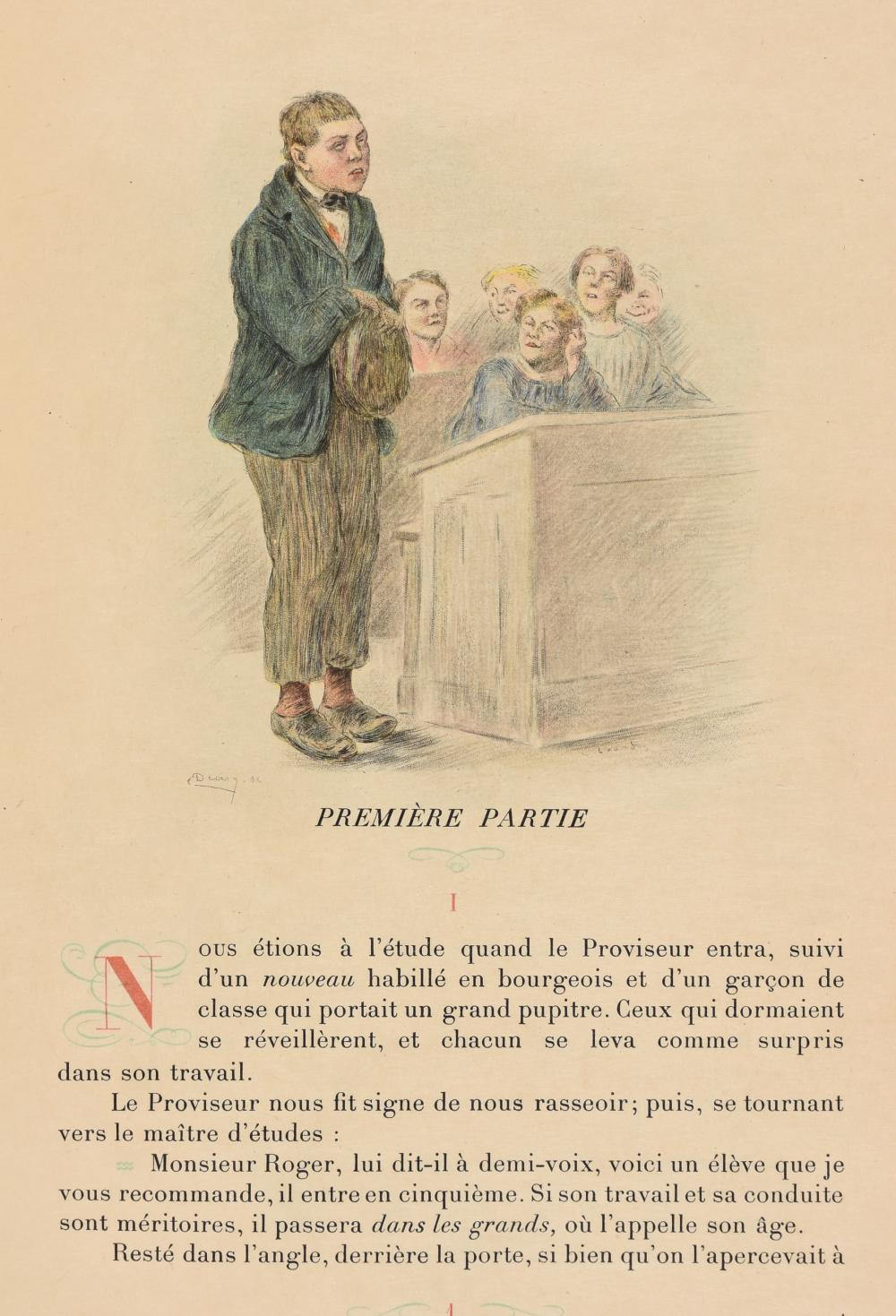
Charles Bovary, jeune écolier gauche. Gravure à l'eau-forte d'Eugène Decisy d'après une aquarelle de Charles Léandre, 1931.
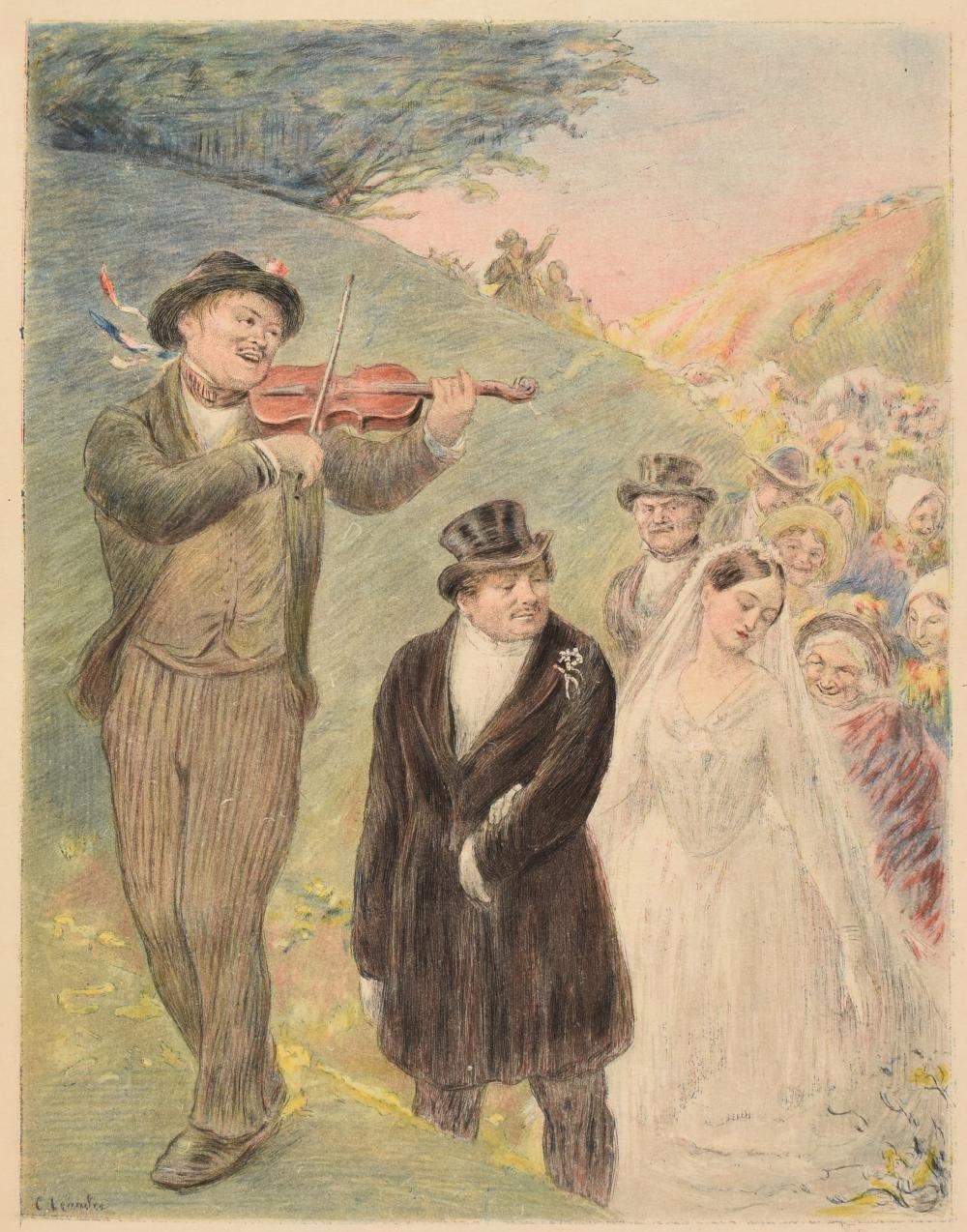
Le mariage de Charles Bovary et Emma Rouault.
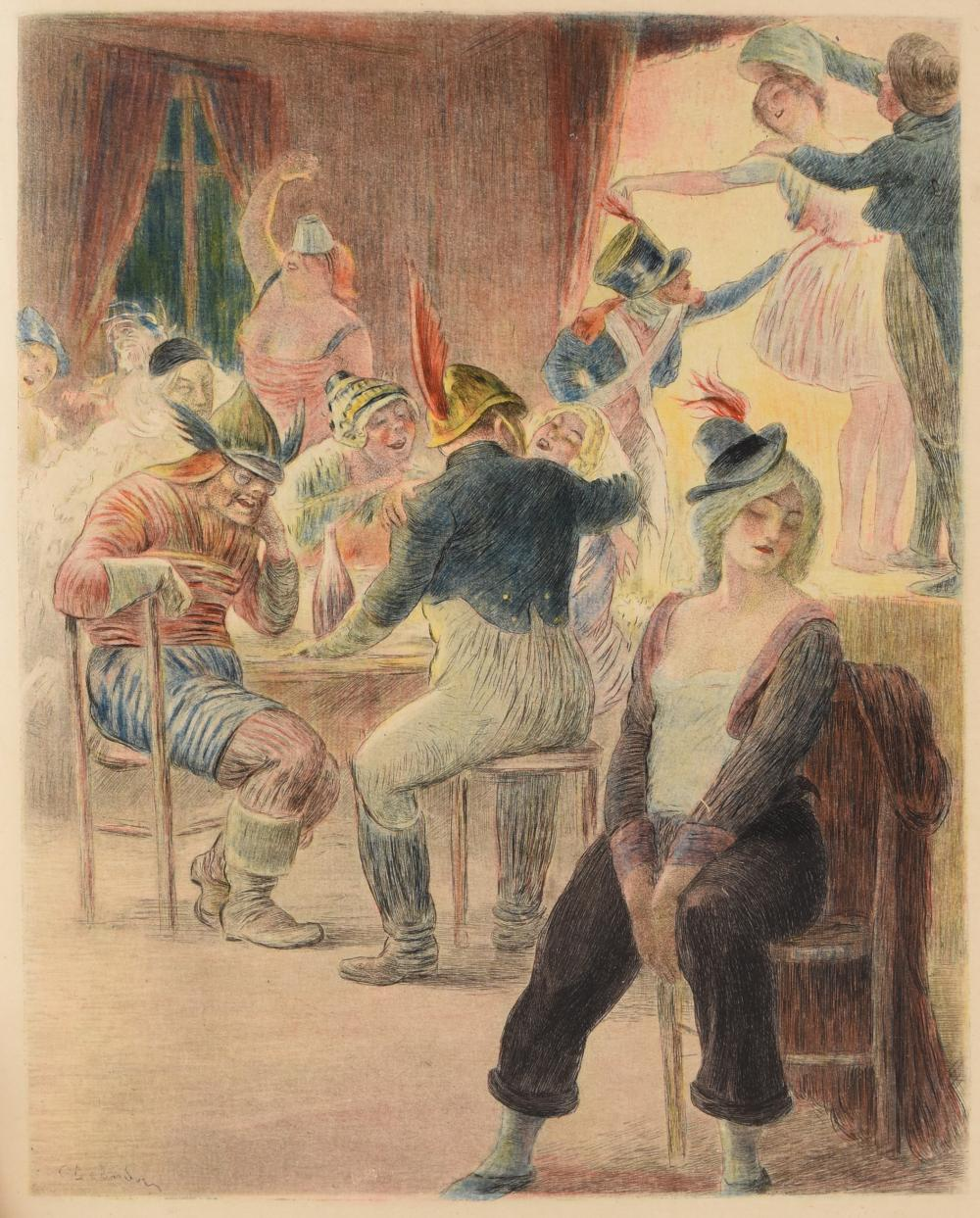
Emma en travesti au bal.
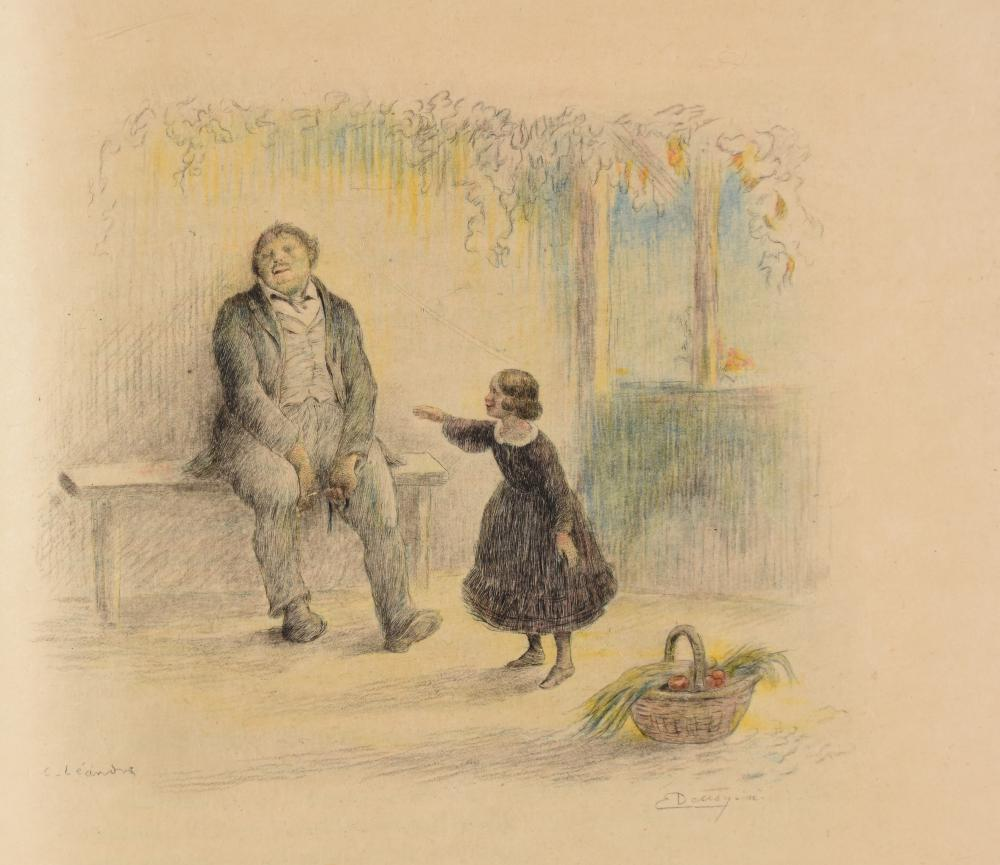
Charles Bovary meurt devant la petite Berthe.

## Personnages principaux
| Emma, Charles Bovary et Monsieur Homais, illustrations d'Edgar Chahine pour une réédition du roman en 1935. |  | Emma, Charles Bovary et Monsieur Homais, illustrations d'Edgar Chahine pour une réédition du roman en 1935. |  | Emma, Charles Bovary et Monsieur Homais, illustrations d'Edgar Chahine pour une réédition du roman en 1935. |
| Emma, Charles Bovary et Monsieur Homais, illustrations d'Edgar Chahine pour une réédition du roman en 1935. |  | |  | |

- Emma Bovary : personnage principal du roman et femme de Charles Bovary. Il semble que Flaubert se soit inspiré du suicide à Ry de Delphine Delamare, fille d'un riche propriétaire terrien. Son mariage avec Eugène Delamare, ancien élève du père de Gustave Flaubert et officier de santé à la vie sans relief, fut une source de grande frustration jusqu'à son suicide par absorption d'arsenic en 1848[11],[lm 1].
- Charles Bovary : mari d'Emma et officier de santé.
- Charles-René Bovary : père de Charles.
- Berthe : fille d'Emma et de Charles.
- Mme Bovary mère : mère de Charles et fille d'un marchand.
- Théodore Rouault : père d'Emma. C'est à la suite de la fracture d'une de ses jambes que Charles Bovary fera la connaissance de sa fille.
- Léon Dupuis : Emma tombe amoureuse de lui une première fois, mais résiste à l'attirance qu'elle ressent pour lui. Plus tard, il deviendra le second amant d'Emma. Clerc du notaire Guillaumin, pensionnaire du Lion d'Or et locataire d'Homais.
- Rodolphe Boulanger : premier amant d'Emma, propriétaire du domaine et du château de la Huchette, tempérament brutal et intelligence perspicace.
- Mme Lefrançois : veuve, propriétaire du Lion d'Or, auberge d’Yonville.
- Homais : pharmacien d’Yonville (apothicaire). Sa femme et lui ont 4 enfants : Napoléon, Franklin, Irma et Athalie.
- Héloïse Dubuc : première femme de Charles, veuve de 45 ans « laide, sèche comme un cotret et bourgeonnée comme un printemps ». Charles se rend compte à sa mort qu'elle n'avait pas de fortune.
- Maitre Guillaumin : notaire de Yonville.
- Justin : commis d'Homais. Il est secrètement amoureux d'Emma.
- Hivert : conducteur de la diligence L'Hirondelle.
- Binet : percepteur à Yonville et capitaine des pompiers.
- Dr Canivet : grand médecin de renom de Neufchâtel.
- Dr Larivière : médecin réputé auquel monsieur Homais fait appel en urgence après l'empoisonnement d'Emma.
- L'abbé Bournisien : prêtre de Yonville.
- Madame Rolet : nourrice de la petite Berthe. Son mari est menuisier.
- M. Lheureux : boutiquier à Yonville, marchand d'étoffes, il effectue régulièrement le trajet Yonville-Rouen. Principal facteur de l'endettement d'Emma, il usera d'elle en lui vendant toutes sortes de choses futiles (rideaux en soie, tapis d'Orient...). Elle lui devra 1 000 francs au début du roman, puis 8 000 à la fin.
- M. Lieuvain : conseiller à la préfecture de la Seine-Inférieure. Prononce un discours lors des Comices agricoles.
- M. Derozerays : président du jury aux Comices agricoles.
- Hippolyte Tautain : garçon d'écurie du Lion d'Or, au pied bot, dont l'opération par Charles Bovary sera un échec.
- Artémise : employée à l'auberge du Lion d'Or.
- Félicité : bonne d'Emma, amoureuse de Théodore.
- Nastasie : première bonne d'Emma, congédiée par cette dernière au début du roman.
- Lestiboudois : c'est le bedeau de l'église. Il est aussi fossoyeur, homme à tout faire.
- Théodore : domestique de maître Guillaumin, le notaire.
- Tuvache : maire d'Yonville. Il a également un fils qui lui ressemble beaucoup.

## Analyse

### Courant réaliste

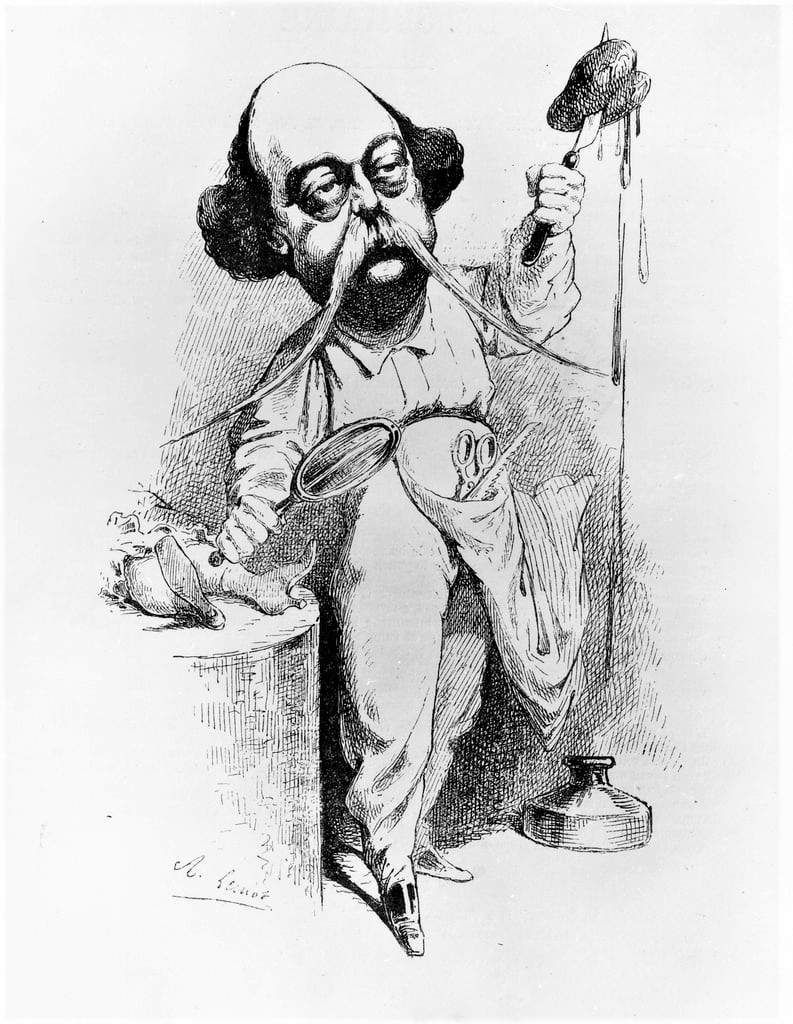
Flaubert disséquant Madame Bovary,
caricature d'Achille Lemot parue dans La Parodie (décembre 1869).

Madame Bovary recèle des aspects réalistes et des aspects romantiques, comme l’œuvre de Flaubert, qui oscille elle-même sans cesse de la grisaille à la couleur, de la terne réalité aux fastes de l’imagination. Il y a loin de L'Éducation sentimentale à Salammbô, de Bouvard et Pécuchet à La Tentation de saint Antoine. Mais même lorsque Flaubert entend écrire sur un sujet trivial, il renonce au réalisme pur. Flaubert pouvait affirmer : « Ma pauvre Bovary souffre et pleure dans vingt villages de France ! », preuve qu’il ne s’agissait plus de la simple transcription réaliste de l’affaire Delamare se déroulant à Ry. L’auteur des Trois Contes se situe exactement à la charnière de son siècle, héritant du mal du siècle romantique, cette difficulté à vivre dans un monde borné ; il annonce le spleen baudelairien et l’incapacité à s’accommoder d’une existence qui brime l’idéal. Épurant le romantisme de ses excès, il fonde une certaine impartialité dans le récit, ouvrant la voie au roman moderne fait de critique et d’échec[réf. souhaitée]. En effet, un jeu subtil de changement de point de vue permet, tout en épousant parfois le regard romantique de Mme Bovary, de s'en détacher et ainsi de créer ce fameux effet d'ironie flaubertienne.
Selon Albert Thibaudet, le passage des lagunes et des gondoles est particulièrement évocateur en vue d'appréhender la particularité du réalisme à l'œuvre au sein du roman. Du fait qu'une voix récurrente, témoignant d'une appréhension du réel à la première personne et s'exprimant toujours dans un « éternel imparfait », pour reprendre l'expression proustienne, participe activement à la trame narrative de l'œuvre, Thibaudet en conclut que « le "réalisme" de Madame Bovary [...] exprime l'étoffe même et la continuité d'une vie ». L'emploi de l'imparfait permettrait ainsi de réintroduire une certaine récurrence, de sorte à mettre en lumière le ridicule d'une existence ayant le caractère d'une répétition mécanique qui serait par le fait même prévisible, tout en permettant au lecteur de s'interroger quant à ce qui demeure véritablement identique au sein des nombreuses répétitions scéniques participant au récit.

### Source d'inspiration
Madame Bovary a été profondément influencé par Don Quichotte, de Cervantes. Flaubert, pendant qu'il écrivait le roman, s'exclama : « Je retrouve toutes mes origines dans le livre que je savais par cœur avant de savoir lire, Don Quichotte .». Alonso Quichano et Emma Bovary désirent ardemment imposer à la vie les conventions du roman de chevalerie et des œuvres romantiques, respectivement, ce qui mène « le héros et l'héroïne à la destruction, la désillusion et finalement à la mort ». Soledad Fox relève que « les emprunts et les transpositions sont substantiels », dans ce roman comme dans L'Éducation sentimentale et Bouvard et Pécuchet, ultérieurement. Le roman de Flaubert est donc notamment un regard littéraire sur la lecture.
Flaubert en a parlé aux frères Goncourt, en mars 1861, de la manière suivante:
« L'histoire, l'aventure d'un roman, ça m'est bien égal. J'ai l'idée, quand je fais un roman, de rendre une couleur, un ton.../...Dans Madame Bovary, je n'ai eu que l'idée de rendre un ton gris, cette couleur de moisissure d'existences de cloportes. »

### Les dates deMadame Bovary
Jacques Seebacher, spécialiste du XIXe siècle et de Victor Hugo, part de la seule date présente dans le texte pour situer tous les épisodes du roman.
Cette date, c'est le lundi 4 septembre, le jour où Rodolphe abandonne Emma, ainsi quand Flaubert mentionne le jeudi de la mi-carême, il est possible de deviner que c'est le 19 mars 1846. Ce qui fixe le lundi de l'empoisonnement d'Emma au 23 mars 1846. À rebours, en remontant de saison en saison, il est possible d'aller jusqu'en 1812, date approximative du mariage du père Bovary.
Ces dates ont un sens particulier pour Flaubert et pour l'histoire littéraire :
- le 4 septembre 1843, le jour de l'abandon d'Emma par Rodolphe, est aussi le jour où Léopoldine Hugo, fille de Victor Hugo, s'est noyée dans la Seine à Villequier.
- Emma s'empoisonne le 23 mars 1846 ; Caroline, la sœur de Flaubert, est décédée la veille, le 22 mars 1846.

Ainsi, le mariage de Charles et Emma se déroule en mai 1838 ; leur déménagement à Yonville est en mars 1841 ; les comices agricoles ont lieu en août 1842 ; la rupture a lieu en septembre 1843 ; la convalescence d'Emma en mai 1844 ; et enfin les négociations avec Lheureux en 1845.

### L'éducation de Madame Bovary
Avant de se marier à Charles Bovary, Emma a reçu une éducation typique d'une femme vivant dans les provinces françaises au début du XIXe siècle. Elle a d'abord grandi chez ses parents, allant à l'école du village, avant d'être élevée au couvent dès le début de son adolescence. Le livre de Flaubert nous donne une image de l'éducation française en cette période politique trouble.
Pour rappel, l'histoire de Madame Bovary commence avec l'enfance de Charles Bovary sous la Restauration (1815-1830) et se développe vite à son âge adulte. Le reste de l'histoire se déroulera pendant la monarchie de Juillet (1830-1848). Mais Flaubert écrit le roman pendant le Second Empire (1851-1870), alors que, entre-temps, il y a eu l'éphémère Deuxième République (1848-1851). Cette période de l'histoire de France est tumultueuse : la population française est divisée entre les monarchistes orléanistes (pro-Louis-Philippe), les monarchistes légitimistes (pro-Charles X), les républicains et les impérialistes bonapartistes. Les courants politiques de cette période se ressentent dans certains personnages de Madame Bovary quant à leur éducation, leur manière de s'exprimer ou encore leur approche du christianisme. De plus, le XVIIIe siècle étant le siècle des Lumières, Flaubert fait beaucoup référence à travers ses personnages à l'acceptation, ou au rejet, des œuvres de Voltaire et de Rousseau, ou à son opposé des œuvres de Chateaubriand.
Ainsi, avant de vivre au couvent, le père Rouault voulant une éducation religieuse pour sa fille Emma, elle grandira donc avec les livres :
- Paul et Virginie de Bernardin de Saint-Pierre paru en 1787. Ce livre est moralisant et mélancolique, et était très célèbre et populaire dans la première moitié du XIXe siècle. Chateaubriand déclarait le connaître par cœur.
- La Duchesse de La Vallière de la comtesse Félicité de Genlis paru en 1804. Ce roman historique à succès est inspiré par la vie de la maîtresse de Louis XIV, Louise de La Vallière, dont deux enfants furent légitimés. Son histoire fut très largement représentée par la propagande catholique, à des fins d'édification pieuse, et devient très vite populaire au XIXe siècle.

A 13 ans, son père place Emma au couvent, et tous les soirs avant la prière, elle faisait une lecture religieuse. Elle a dû lire :
- Conférences sur la religion de l'abbé Frayssinous, commencées sous le Premier Empire, puis interdites, puis reprises en 1814 sous la Restauration pour être enfin publiées en 1825. Ce livre est une défense de la religion contre l'esprit de la Révolution et représente la réaction religieuse face aux tumultes politiques que subit la France.
- Génie du christianisme de Chateaubriand, paru en 1802, apologie de la religion catholique.

Vers ses 15 ans, tandis qu'elle est toujours au couvent, elle fréquente pendant six mois un club de lecture où elle commence à avoir des penchants pour les histoires romanesques grâce aux romans historiques de Walter Scott comme Ivanhoé paru en 1819; ou encore L'Abbé, livre racontant l'histoire de Marie Stuart, reine d'Ecosse et reine de France qui fut décapitée par ordre d'Élisabeth Ire et qui sera une véritable idole pour Emma Bovary. Dans une lettre de Flaubert à Louise Colet du 3 mars 1852, il écrit : « Voilà deux jours que je tâche d'entrer dans des rêves de jeunes filles et que je navigue dans les océans laiteux de la littérature à castels, troubadours à toques de velours à plumes blanches [...]. »
Et enfin, elle se laissera porter par les vers lamartiniens. Les Méditations poétiques d'Alphonse de Lamartine ont eu un impact considérable sur l'imagination romantique en Europe. Dans une lettre de Flaubert à Louise Colet du 16 septembre 1853, il affirme : « Il faut s'en tenir aux sources, et Lamartine est un robinet. »

## Accueil

### Procès de la Cour impériale

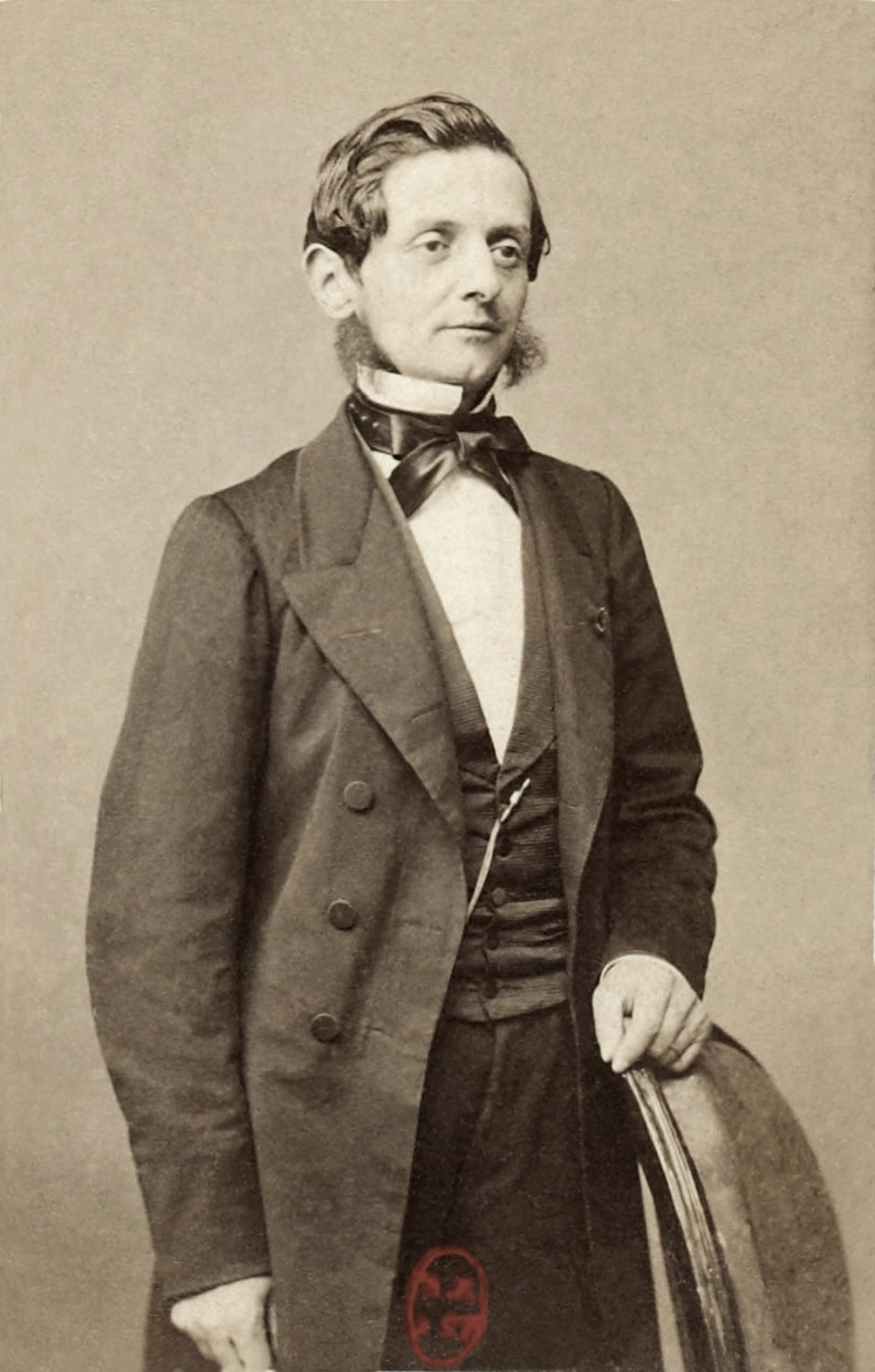
Ernest Pinard en 1860.

En 1857, alors que Napoléon III régente le pays d'une main de fer, deux procès ont lieu dans le monde de la littérature à quelques mois d’intervalle : Flaubert et Charles Baudelaire comparaissent devant la sixième chambre du tribunal correctionnel de la Seine, sous le chef d’inculpation d’outrage à la morale publique et religieuse et aux bonnes mœurs, et en face du même procureur impérial, Ernest Pinard. Le premier est acquitté, alors que le second est condamné, mais dans les deux jugements se retrouve identiquement le blâme pour excès de réalisme.
Le procès eut lieu le 29 janvier 1857, et non le 31 comme on le trouve parfois, à la suite d’une erreur commise par Flaubert lui-même dans son édition de 1873 chez Librairie Charpentier. Alors que le procureur Ernest Pinard décortique le roman dans un réquisitoire d'une heure et demie, Jules Senard, l'avocat de Gustave Flaubert, va plaider pendant quatre heures, sur un ton très rigoriste, pour mettre en avant la moralité du roman, dans lequel l'héroïne coupable d'infidélité est punie pour ses fautes. Ce point de vue sera un triomphe au tribunal, mais laissera Flaubert amer, car cela laisse entendre qu'Emma Bovary n'est qu'une simple catin. Pour Ernest Pinard, le roman était immoral, car l’héroïne « meurt dans tout le prestige de sa jeunesse et de sa beauté », sans que personne ait pu « lui faire courber la tête », et que l'adultère n'est jamais condamné explicitement par l’auteur.
Le jugement est rendu huit jours après le procès, le 7 février 1857, et Flaubert est acquitté. Le roman peut alors paraître en librairie, sans les coupures imposées par les dernières livraisons de la Revue de Paris. Mais, après être passé par la double censure des coupures préventives et de la parole d’un procureur, le texte se défait en fragments produisant des « effets lubriques » que Flaubert ne sait pas toujours comment faire rentrer dans un ensemble homogène.
Avant le procès, Flaubert était inconnu du grand public. L’auteur est évidemment satisfait par le succès foudroyant de son roman, mais il aurait préféré ne devoir ce succès qu’à son art, plutôt qu'au scandale judiciaire qui lui aura fait une publicité inespérée.
Le 18 avril 1880, trois semaines avant sa mort, il écrit à sa nièce Caroline Franklin-Grout (1846-1931) de choses et d'autres et il tient ces propos sur l'opinion de certains sur l'art « ... et d'ailleurs, plus tu avances dans la "carrière artistique", mon loulou, plus tu verras que tout ce qu'on dit qu'il "faut faire, pour réussir" ne sert absolument à rien. Au contraire ! Le public n'est pas si bête que ça. Il n'y a de bête, en fait d'art, que 1° le gouvernement, 2° les directeurs de théâtre, 3° les éditeurs, 4° les rédacteurs en chef des journaux, 5° les critiques autorisés ; enfin tout ce qui détient le Pouvoir, parce que le Pouvoir est essentiellement stupide. Depuis que la terre tourne, le Bien et le Beau ont été en dehors de lui. Telles sont les idées de ton "vertueux" oncle qui t'embrasse. »

### Jugement de quelques contemporains
Le 18 octobre 1857, Charles Baudelaire écrit, en parlant du livre, que « les approbations de tous les lettrés lui appartenaient ». Il ajoute : « Plusieurs critiques avaient dit : cette œuvre, vraiment belle par la minutie et la vivacité des descriptions, ne contient pas un seul personnage qui représente la morale. […] Absurdité ! Éternelle et incorrigible confusion des fonctions et des genres ! – La logique de l’œuvre suffit à toutes les postulations de la morale, et c’est au lecteur à tirer les conclusions de la conclusion. »
Flaubert avait envoyé le livre à Victor Hugo, en exil à Guernesey. Celui-ci l’en remercia dans une lettre en date du 30 août 1857 : « Madame Bovary est une œuvre. […] Vous êtes, monsieur, un des esprits conducteurs de la génération à laquelle vous appartenez. Continuez de [tenir] haut devant elle le flambeau de l’art. Je suis dans les ténèbres, mais j’ai l’amour de la lumière. C’est vous dire que je vous aime. »
Edmond de Goncourt rapporte en 1892 les propos de Dumas fils : « C’est un livre épouvantable ! » Quant à Dumas père, il a jeté le livre par terre, en disant : « Si c’est bon, cela, tout ce que nous écrivons depuis 1830, ça ne vaut rien ! »
Fiodor Dostoïevsky écrit dans L'Idiot (quatrième partie, chapitre 11) : « Enfin il [le prince] se leva et demanda à voir l'appartement de Nastassia Philippovna. [...] Toutes ces dames racontèrent plus tard que le prince examina chaque objet qui s'y trouvait, qu'ayant vu sur une petite table un livre ouvert, le roman français Madame Bovary provenant d'un cabinet de lecture, il nota la page, la corna et demanda la permission d'emporter le volume ; puis, sans écouter l'objection que ce livre appartenait à un cabinet de lecture, il le mit dans sa poche. »

## Adaptations

### Cinéma et télévision
Il est coutume de dire que le roman de Flaubert ne produit généralement pas de grands films. L'adaptation la mieux reçue par la critique est d'ailleurs le film qui s'éloigne le plus du roman. Il s'agit du Val Abraham de Manoel de Oliveira, inspiré d’un roman portugais d’Agustina Bessa-Luís, lui-même inspiré du roman de Flaubert. Lauréat du prix de la critique internationale au Festival international du film de São Paulo, le film fut très salué, à sa sortie en 1993, par Les Cahiers du cinéma, Positif ou Télérama qui y verra « la plus belle adaptation de Madame Bovary. Parce qu'Oliveira, pour respecter Flaubert, bien entendu l'a trahi. Il a entièrement fait sienne cette histoire. Et n'a gardé que l'essentiel ». Le Nouvel Observateur qualifiera également le film de « meilleure adaptation du roman de Flaubert ».
- 1932 : Unholy Love (en) d'Albert Ray, avec Lila Lee
- 1934 : Madame Bovary de Jean Renoir, avec Valentine Tessier
- 1937 : Madame Bovary de Gerhard Lamprecht, avec Pola Negri
- 1947 : Madame Bovary (es) de Carlos Schlieper, avec Mecha Ortiz (es)
- 1949 : Madame Bovary de Vincente Minnelli, avec Jennifer Jones
- 1969 : Les Folles Nuits de la Bovary (Die Nackte Bovary) de Hans Schott-Schöbinger, avec Edwige Fenech.
- 1974 : Madame Bovary de Pierre Cardinal, avec Nicole Courcel
- 1975 : Madame Bovary de Richard Beynon, avec Francesca Annis
- 1977 : Madame Bovary, c’est moi (pl) de Zbigniew Kaminski (pl), avec Jadwiga Jankowska-Cieslak
- 1989 : Sauve et protège d’Alexandre Sokourov, avec Cécile Zervudacki
- 1991 : Madame Bovary par Claude Chabrol, avec Isabelle Huppert
- 1991 : Madam Bovary ot Sliven (bg) d'Emil Tzanev (bg) avec Eli Skortcheva (bg)
- 1993 : Val Abraham par Manoel de Oliveira, transposition dans le Portugal contemporain, avec Leonor Silveira
- 1993 : Maya Memsaab par Ketan Mehta, l'histoire de Madame Bovary revisité à l'indienne, avec Deepa Sahi
- 2000 : Madame Bovary par Tim Fywell, pour la BBC, avec Frances O'Connor
- 2011 : Les Raisons du cœur (es) (Las razones del corazón) d'Arturo Ripstein, avec Arcelia Ramírez
- 2014 : Gemma Bovery d'Anne Fontaine, avec Gemma Arterton, d'après le roman graphique Gemma Bovery de Posy Simmonds, publié en 1999 (traduit en 2000), librement inspiré de Madame Bovary.
- 2014 : Madame Bovary de Sophie Barthes, avec Mia Wasikowska.
- 2021 : Emma Bovary par Didier Bivel, avec Camille Métayer
- 2021 : L'affaire Bovary par Stéphane Miquel et Alban Vian.

#### Inspirations
- 1970 : La Fille de Ryan de David Lean. Il a été inspiré de Madame Bovary dans le contexte de la révolte irlandaise.
- 2001 : Grégoire Moulin contre l'humanité par Artus de Penguern. La trame de Madame Bovary est reprise dans quelques scènes du film.

### Théâtre
Une adaptation a été écrite et mise en scène par Jean-Louis Sarthou sous le titre Morte à Yonville, Seine-Inférieure. Elle a été créée en 1981 à la Fondation Deutsch de la Meurthe (Paris) en 1981, puis a été reprise à la Maison des arts et de la culture de Créteil. Emma Bovary était interprétée par Dany Tayarda. Autres interprètes : Frédéric Girard, Gérard Dauzat, Daniel Leduc, Olivier Proust, Vincent Violette.
Une autre adaptation a eu lieu en 2004 à Vilnius, au Théâtre national d'art dramatique de Lituanie, dans une mise en scène de Jonas Vaitkus (en).

### Bande dessinée
- Une adaptation en manga, catégorie Josei, dessinée par Yumiko Igarashi, a été publiée en 1997[31] au Japon. Le manga a été publié avec le roman dans son intégralité aux éditions isan manga le 21 mars 2013[32].  (ISBN 978-2-36768-001-9)
- Le roman graphique Gemma Bovery de Posy Simmonds, publié en 1999 (traduit en 2000), est librement inspiré de Madame Bovary[33] ; une adaptation cinématographique française par Anne Fontaine sort sur les écrans en 2014 : Gemma Bovery.
- La bande dessinée Madame Bovary, adaptation et scénario de Daniel Bardet, dessins Michel Janvier[33], Éditions Adonis, coll. « Romans de toujours », 2008.

- Dans Un cow-boy à Paris d'Achdé et Jul, paru en 2018, Lucky Luke fait la connaissance de Madame Bovary ainsi que de son mari Charles, dans le train qui les amène à Paris.

## Postérité
- En 1954, le roman Madame Bovary est cité par William Somerset Maugham dans son essai Ten Novels and Their Authors parmi les dix plus grands romans[34]. Maugham a d'autre part préfacé le roman en 1949, dans une édition traduite par Joan Charles[35].
- Dans son ouvrage Pour une bibliothèque idéale, paru en 1956, Raymond Queneau référence les 100 livres préférés de nombreux écrivains. Madame Bovary y figure.
- Le roman figure également dans la liste des 100 meilleurs livres de tous les temps, élaborée en 2002 par le Cercle norvégien du livre à partir des propositions de 100 écrivains issus de 54 pays différents, ainsi que dans la liste britannique des 1001 livres à lire avant de mourir, élaborée en 2007, qui sera publiée dans un ouvrage au même titre.
- En 1992, Daniel Pennac, dans son essai sur la lecture Comme un roman, qualifie le bovarysme avec humour de « maladie textuellement transmissible » pour désigner l'attitude spontanée des lecteurs recherchant dans les romans « la satisfaction immédiate et exclusive de [leurs] sensations », par le plaisir de l'imagination, l'identification aux personnages et les émotions provoquées par l'intrigue[36]. Il inclut le « droit au bovarysme » parmi les dix droits imprescriptibles du lecteur qui forment la seconde partie de l'essai.
- Dans le premier épisode de la web-série "Le boloss des belles lettres", Jean Rochefort narre face caméra dans un langage argotique et contemporain un résumé de l'œuvre, écrit par Quentin Leclerc et Michel Pimpant.
- En 2012, Ambroise Perrin publie Madame Bovary dans l'ordre (éd. Bourg Blanc), préfacée par Jacques Roubaud[37],[38]. Ce livre classe un par un, dans l’ordre alphabétique et en les comptant, tous les mots utilisés par Flaubert dans Madame Bovary[37]. L'auteur explique sa démarche : « Gustave Flaubert a dit de Madame Bovary qu'il avait écrit sur rien en sondant la banalité du quotidien. J'ai voulu rendre hommage à ce rien[37]. » Dans la London Review of Books, Julian Barnes décrit cet ouvrage comme « le plus beau des livres inutiles[37],[39]. »

### Inspiration littéraire
Le roman de Flaubert a inspiré de très nombreux récits transfictionnels. Parmi eux, on peut citer :
- Le personnage de Berthe, dans En ménage de Huysmans, est inspiré d'Emma Bovary, 1881.
- Hélène du Taillis, La Nouvelle Bovary, Flammarion, 1927.
- Les Incarnations de Madame Bovary, recueil édité par Roger Dacosta pour le laboratoire de l’Hépatrol en 1933, contenant Odette Pannetier, « Un Drame de la vie provinciale », Francis Carco : « Une arrière-petite-cousine de Madame Bovary », G. de la Fouchardière : « Madame Bovary ou le sex-appeal en province », J. de Lacretelle : « Emmeline ou l'autre Bovary » et J. Sennep : « Miss Normandie ».
- Léo Larguier, Visite à Madame Bovary, Nouvelles littéraires, 29 juillet 1933.
- Léo Larguier, La Chère Emma, Aubanel, 1941.
- Paul Giannoli, Monsieur Bovary, Fayard, 1974.
- Woody Allen, « Madame Bovary, c'est l'autre », Destins tordus, trad. française Robert Laffont, 1974.
- Mariette Condroyer, Emma Bovary est dans votre jardin, Robert Laffont, 1984.
- Sylvère Monod, Madame Homais, Pierre Belfond, 1988.
- Roger Grenier, « Normandie », La Mare d'Auteuil, Gallimard, 1988.
- Maxime Benoît-Jeannin, Mademoiselle Bovary, Belfond, 1991, selon la préface duquel le grand-père de l'auteur, portant le même nom et connaissant Flaubert, se serait vu confier ce projet d'écriture par Gustave Flaubert lui-même.
- Raymond Jean, Mademoiselle Bovary, Actes Sud, 1991.
- Patrick Meney, Madame Bovary sort ses griffes, La Table Ronde, 1991.
- Jean Améry, Charles Bovary, Médecin de campagne, Portrait d'un homme simple, roman-essai traduit de l'allemand, Actes Sud, 1991.
- Laura Grimaldi, Monsieur Bovary, Ed. Métailié, 1991.
- Jacques Cellard, Emma, Oh ! Emma ! Balland, 1992.
- Proulx Monique, Madame Bovary, Les Aurores Montréales, éditions Boréales, 1996.
- Lionel Acher, Cette diablesse de Madame Bovary, 2001.
- Claude-Henri Buffard, La Fille d'Emma, Grasset, 2001.
- Paul Bouissac, Strip-tease de Madame Bovary, roman, Les Éditions L'Interligne, Ottawa, Canada, 2006.
- Bernard Marcoux, L'arrière-petite fille de Madame Bovary, Montréal, Éditions Hurtubise HMH Itée, 2006.
- Antoine Billot, Monsieur Bovary, Gallimard, coll. «L'un et L’autre», 2006.
- Philippe Doumenc, dans son roman Contre-enquête sur la mort d'Emma Bovary (Actes Sud, 2007  (ISBN 978-2742768202)), invente une enquête policière à la suite du décès d'Emma, partant de la thèse que sa mort ne serait pas un suicide. Divers personnages du roman de Flaubert deviennent donc des suspects...
- Christophe Claro, Madman Bovary, Verticales, 2008.
- Alain Ferry, Mémoire d'un fou d'Emma, Seuil, coll. « Fiction & Cie », 2009.
- Linda Urbach, Madame Bovary's Daughter, Bantma Books Trade Paperbacks, New York, 2011.
- Georges Lewi, Bovary21, François Bourin, Paris, 2013.
- Lucie Clarence, Emma B. Libertine, Ma éditions, Paris, France, 2013.

### Inspiration musicale
•  Bovary, titre d'une chanson de Clara Luciani, 2018.

## Texte intégral en ligne
- Madame Bovary, Paris, Louis Conard, 1910    (Wikisource)

#### Bases de données et dictionnaires
- Ressource relative à la musique :   - MusicBrainz (œuvres)
- Notices dans des dictionnaires ou encyclopédies généralistes :   - Britannica
  - Den Store Danske Encyklopædi
  - Enciclopédia Itaú Cultural
  - Gran Enciclopèdia Catalana
  - Store norske leksikon
  - Treccani
  - Universalis
- Notices d'autorité :   - VIAF
  - BnF (données)
  - IdRef
  - LCCN
  - GND
  - Israël
  - Suède
  - Australie
  - Croatie
  - Québec